# Trachinops taeniatus
Trachinops taeniatus är en fiskart som beskrevs av Günther, 1861. Trachinops taeniatus ingår i släktet Trachinops och familjen Plesiopidae. Inga underarter finns listade i Catalogue of Life.